# Plan de Tetecala
El Plan de Tetecala es un manifiesto ciudadano que plantea, con fundamento en la Declaración de las Naciones Unidas de los Derechos de los Campesinos, la participación ciudadana y campesina inspirada en los principios del Plan de Ayala y su lema de "Tierra y Libertad". Éste se enfoca en los trabajos del cultivo, producción y aprovechamiento de la planta de cannabis sp. con el propósito de promover el bienestar y la seguridad de la vida de las personas campesinas y ejidatarias de la nación mexicana, así como de la sociedad en general.
Nombrado así por su origen en las conversaciones entre los grupos del activismo cannábico mexicano y una célula de campesinas y campesinos de la tercera edad del pueblo de Tetecala de la Reforma, Morelos, éste se presenta como una red de proyectos de desarrollo local, coordinados a nivel nacional, que invita y acoge a las comunidades que deciden comenzar -o continuar- con el cultivo de cannabis sp., del que México ha sido uno de los mayores productores desde hace más de seis décadas.
En virtud de la condición social e histórica de la planta en la sociedad mexicana, que data desde su prohibición nacional hasta el seguimiento de políticas internacionales por el Estado mexicano para prohibirla y erradicarla, y del reciente cambio de orientación por parte del mismo hacia una política de salud pública, la ciudadanía que firma el documento busca desplazar éstas actividades de la hegemonía del narcotráfico, y moverse hacia un mercado regulado, por medio de cadenas de información y trabajo que sigan los principios de transparencia y justicia acerca del origen, calidad, seguridad y no violencia.

## Activismo y transparencia con el Estado mexicano

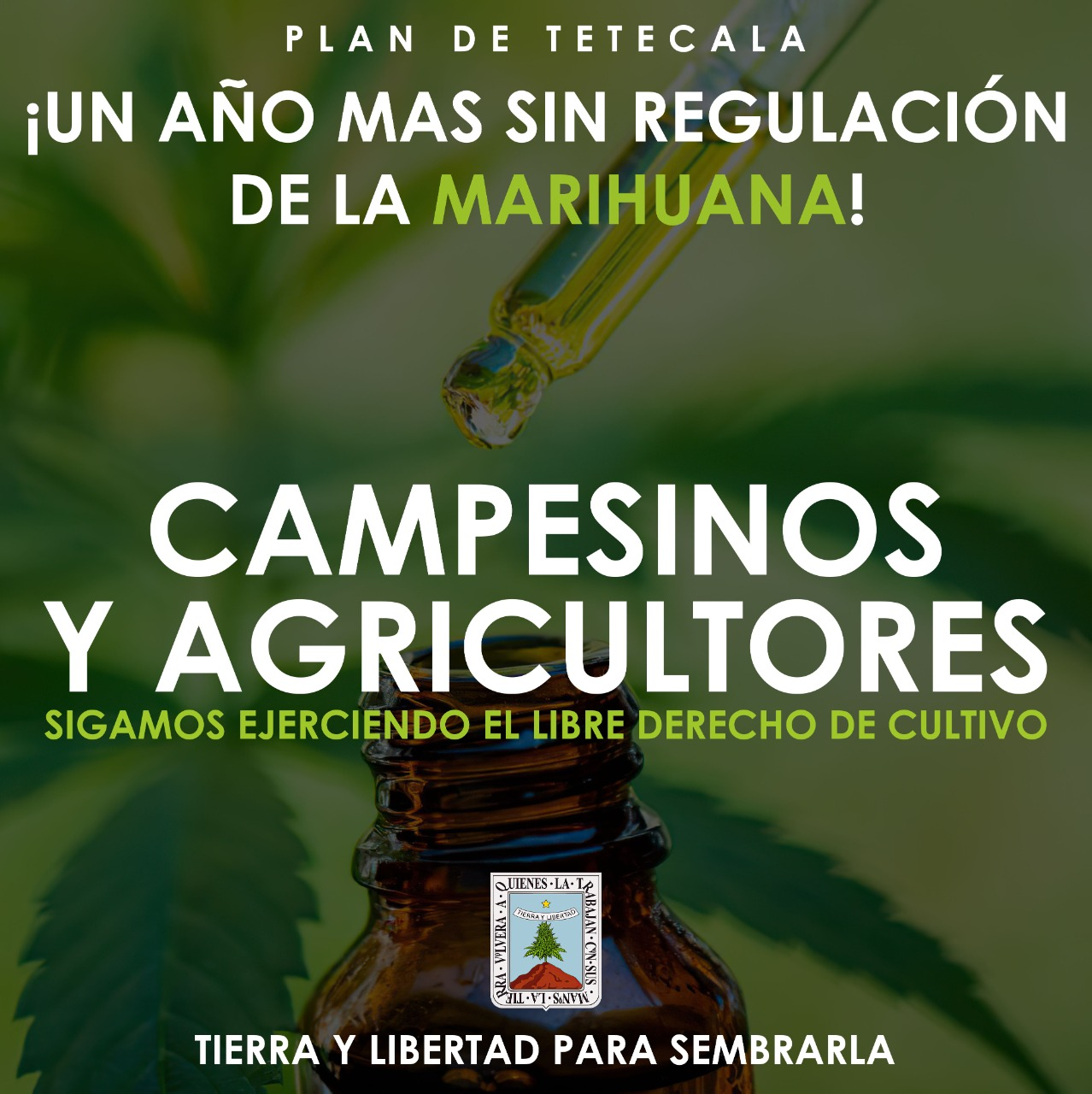
Pronunciamiento ante la ausencia de legislación mexicana para la marihuana

Ante la no-respuesta de las solicitudes presentadas a la Comisión Federal para la Protección contra Riesgos Sanitarios (Cofepris) para el cultivo y aprovechamiento medicinal de mil metros de cáñamo y mil metros de cannabis sativa, las asociaciones civiles Green Rights, Artistas Legales, Pueblos Unidos del Sur de Morelos y la ingeniera agrónoma Karina Belmont -quien resalta la participación femenina en el mundo de la marihuana- continuaron con las actividades del movimiento social.

El Dr. Andrés Saavedra, quien dirige la representación legal del Plan de Tetecala como presidente de la asociación civil Artistas Legales, da cuenta del modo en que el movimiento se integra al activismo cannábico mexicano:
"Esto nace de que al final el Plantón420 es una punta de lanza al exhibir la posibilidad de cultivar públicamente en lugares muy simbólicos. Entonces     nosotros teníamos que buscar un mecanismo que no fuera el mismo, porque hacer lo que hace el plantón 420 es en verdad un sacrificio, es una lucha muy fuerte el estar ahí día y noche entonces, pues, no se logra en Cuernavaca y decimos bueno, pues nosotros ¿tenemos qué? Pues el campo. Un campesino, un agricultor. (...) " 
Mientras que los conversatorios de información sobre los aspectos legales del Plan de Tetecala, así como los talleres gratuitos de siembra y autocultivo no se hicieron esperar en las distintas regiones donde emergía interés por la posibilidad de trabajo que este movimiento presentaba; asimismo no se hicieron esperar los actos políticos que declararon al Plan de Tetecala como un movimiento pacífico.

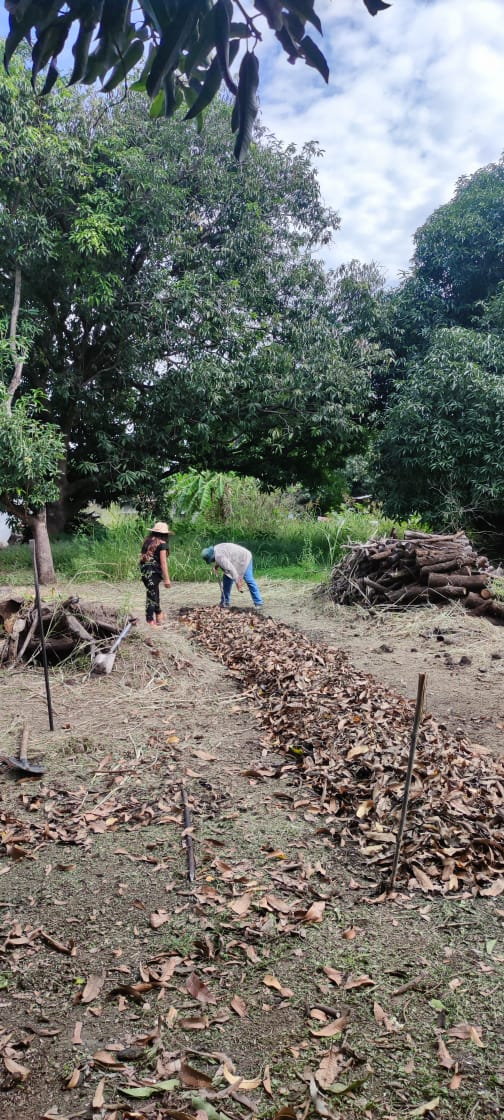
Apertura del primer surco en Tetecala

Principalmente, tuvieron lugar tres "llamadas" para la firma del Plan de Tetecala, alternadas con distintas actividades de comunicación entre las asociaciones civiles y el gobierno mexicano. La primera de ellas fue la entrega del documento del movimiento social al presidente Andrés Manuel López Obrador, en su visita a Jojutla el día 30 de septiembre del mismo año.
Como el primer acto representativo del movimiento, la plantación simbólica de una planta de cannabis en el zócalo municipal de las localidades que se incluyen en el Plan de Tetecala comenzó en el mismo Tetecala. Realizada el día 9 de octubre por la ejidataria Rosa María Quiroga, fue seguida por actividades de aprendizaje sobre preparación de la tierra y requerimientos para el cuidado de las semillas donadas a las y los participantes locales de la mano de la egresada en agronomía por la Universidad Autónoma Metropolitana.
Este acto luego sería reproducido en Anenecuilco, Colima  y Hermosillo, conforme fueron integrándose con sus respectivas asociaciones civiles, productoras y productores.
El día 26 de octubre, personas campesinas y asociaciones civiles entregarían los documentos relacionados al Plan, regalando con estos macetas con plantas de cannabis en la Cámara de Diputados del Estado de Morelos y a la Comisión Estatal de Derechos Humanos del mismo estado.
Al día siguiente el presidente de la Comisión, Raúl Israel Hernández Cruz, comunicaría el envío de un oficio donde solicita a ambas Secretarías de Seguridad Pública, tanto del estado morelense como del municipio de Tetecala, que implementaran medidas para prevenir la violencia y coadyuvar al objetivo del proyecto de desarrollo local.

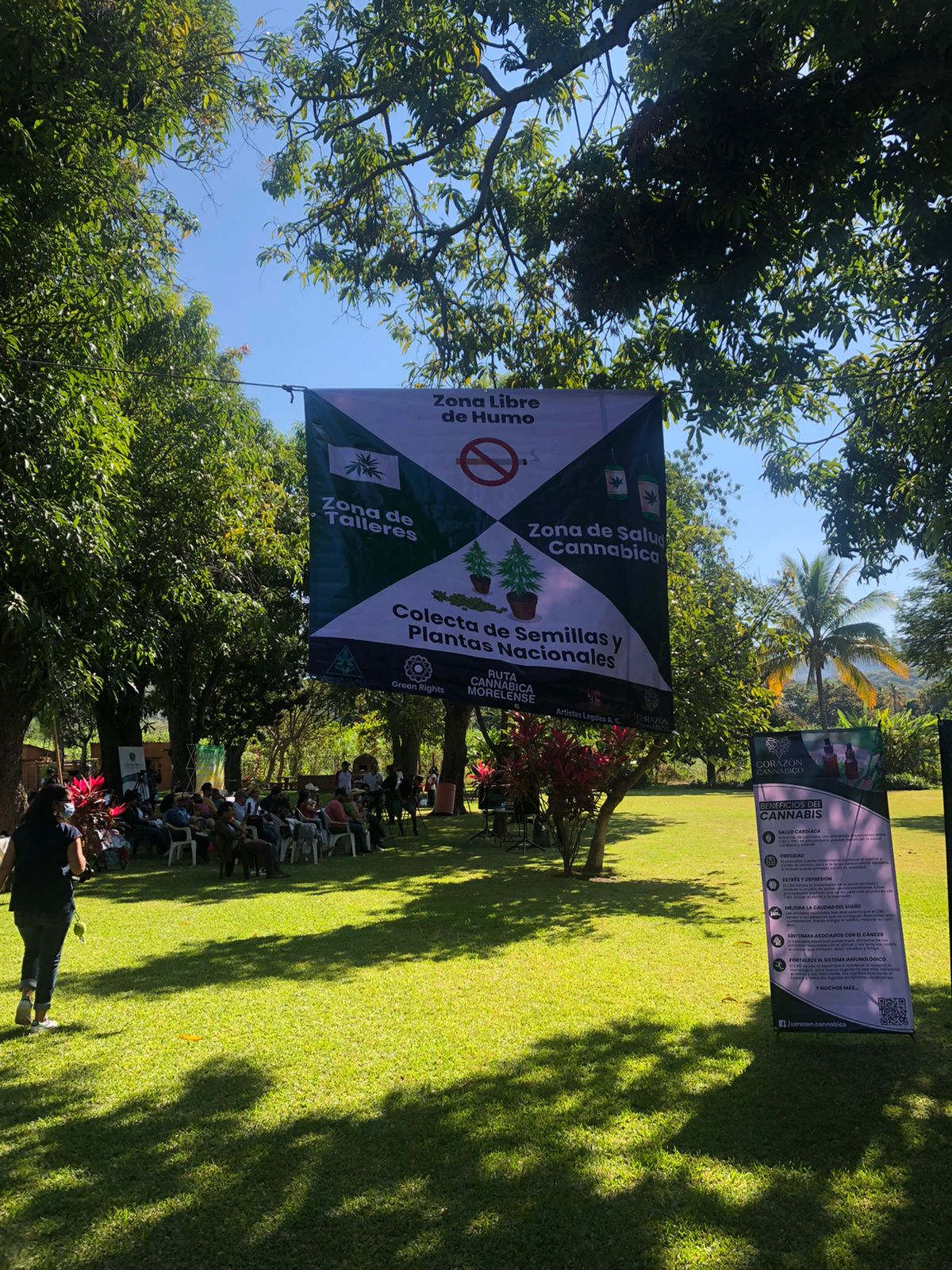
Día de la Firma del Plan de Tetecala, en el Jardín La Morelense, Tetecala, Morelos.

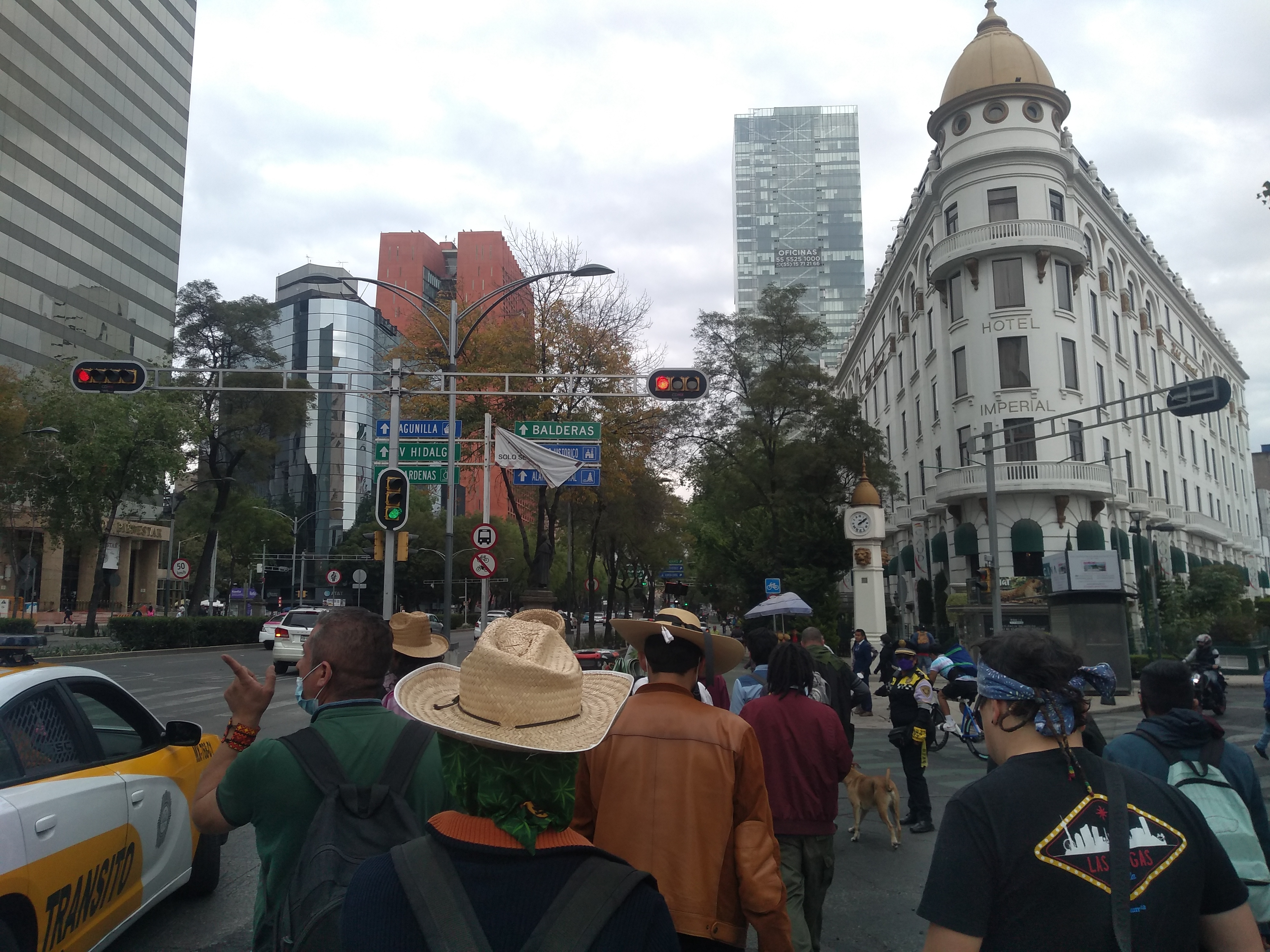
Andrés Saavedra, acompañado del Platón420 y otros colectivos, encabeza caminata cannábica sobre Paseo de la Reforma.

El día 23 de noviembre del mismo año vería al grupo articulado políticamente viajar, en compañía del colectivo Plantón420, a la Comisión Nacional de Derechos Humanos, al Congreso de la Unión, a la Fiscalía General de la República, al Senado de la República, a la SCJN y al Palacio Nacional, para entregar invitaciones a la Firma del Plan de Tetecala, realizada el día 28 del mismo mes. Esto fue realizado para celebrar el ciento diez aniversario del Plan de Ayala.
A partir del día de la Firma, la ejidataria de Tetecala, Rosa María Quiroga Sotelo y el Dr. Andrés Saavedra Avendaño ya se han presentado en dos ocasiones para exponer el proyecto de desarrollo local y nacional ante el Senado de la República.

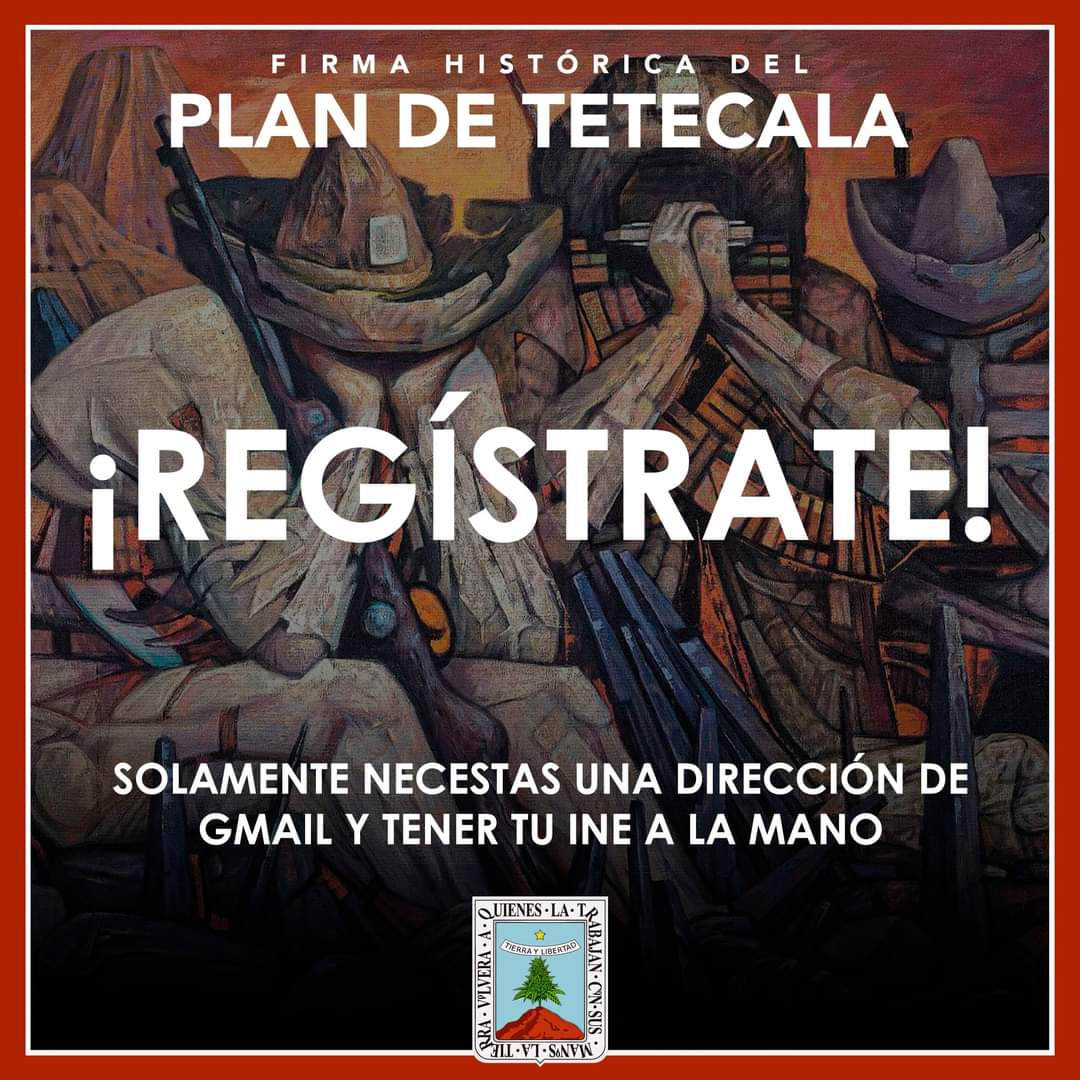
Apertura de registro digital para la firma ciudadana del Plan de Tetecala

Siguiendo el propósito de transparencia y seguimiento científico en el Plan de Tetecala, la asociación civil Artistas Legales, presidida por el Dr. Saavedra, cuenta con un Registro Digital de las personas ciudadanas que se pronuncian a favor y con los trabajos del movimiento.
En los aspectos de activismo por el uso medicinal y lúdico -o adulto- de la planta, de frente a su próxima presencia en el ya floreciente mercado mexicano de cannabis, la Feria de Emprendimiento Cannábico, realizada en Cuernavaca, Morelos, el 28 de mayo del 2022 reunió a distintas figuras de la ciudadanía mexicana que ya cuenta con seguimiento legal para los negocios relacionados con la especie.
Para el primer aniversario del Plan, los días 24 y 25 de noviembre la sala del Cine Morelos, en el centro histórico de Cuernavaca, recibió con invitación del Instituto BioCanna a distintas personalidades del trabajo médico y académico encargadas, en los ámbitos nacional e internacional, del estudio para la reducción de riesgos y los usos terapéuticos de la planta. Entre ellas se encontraron el Dr. Luis David Suárez Rodríguez, presidente de la Asociación Mexicana de Medicina Cannabinoide; el Dr. Alexandre Toshirrico Cardoso Taketa, académico del Centro de Investigación en Biotecnología de la UAEM; la Mtra. en Ciencias, Alicia Cañas Linares, investigadora biomédica en el Instituto Nacional de Cancerología y co-fundadora del Instituto BioCanna; el abogado Raúl Israel Hernández, ombudsperson de DDHH para el estado morelense, entre otras personalidades presentes para dar seguimiento al activismo cannábico que representa el Plan de Tetecala.

## El Plan y la ciudadanía afiliada
Al día de hoy, el Plan de Tetecala cuenta con la participación de una variedad de personas cultivadoras afiliadas en el centro y el norte de la República Mexicana.
En el municipio de Tetecala, el matrimonio ejidatario de Rosa María Quiroga Sotelo y Rafael Macín, con el acompañamiento y participación científica de julio César Herrera -egresado de la licenciatura en agronomía por la Universidad Autónoma de Chapingo- junto a un pequeño grupo de activistas, trabajadoras y trabajadores locales, en colaboración con Pueblos Unidos del Sur de Morelos, aparecen como los primeros en integrarse al activismo y participación nacional del cultivo y aprovechamiento de la planta bajo la representación del Plan.
Para la localidad de Anenecuilco, en el municipio de Ayala, Morelos, el ejidatario Isidro Cisneros cuenta con el acompañamiento y apoyo en la labor de cultivo por parte de los integrantes de Artistas Legales.
La asociación civil que representa legalmente al Plan de Tetecala, por su parte, se incluyó en la producción con fines científicos dentro del Centro de Actividades Multidisciplinarias (CAMI), en la capital del estado, con la asesoría y participación conjunta del Instituto Biocanna, quienes se enfocan en la investigación biomédica y el desarrollo de productos terapéuticos derivados de la especie.
En la ciudad de Colima, la asociación civil Legaliza Colima se encuentra igualmente en la producción y desarrollo de productos medicinales, representada por la médica María de la Mora Torres.
La ejidataria Amanda Burgos, con el seguimiento de Artistas Legales, también se encuentra bajo la representación legal del Plan, en la localidad de Álamos, Sonora.
El pasado 3 de noviembre, fueron 89 personas productoras y trabajadoras de la planta, desde los distintos poblados que conforman la zona de Tamazula, Durango, quienes acordaron incluirse a la representación legal del Plan de Tetecala para la producción de la planta bajo enfoques lúdicos -o adultos- y terapéuticos. El día 27 de noviembre del 2022 amanecería con la noticia de la "liberación" de los cultivos, por parte de la representación legal del Plan de Tetecala.